# 津久井在来大豆
津久井在来大豆（つくいざいらいだいす）は、主に神奈川県相模原市の津久井地区で栽培されている大豆の在来品種。単に津久井大豆とも呼ばれる。

## 概要
津久井郡に属していた千木良地域を中心に古くから栽培されてきた大豆（在来品種）であり、「かながわブランド」に選定されている。
戦後以降は栽培農家の減少などから希少となり、「幻の大豆」と呼ばれるようになったが、地産地消の取り組みや食文化への関心から再び注目されるようになり、津久井地区以外の相模原市内や、厚木市、清川村、海老名市、秦野市などの県央地域、湘南地域などでも栽培が行われるようになってきている。
需要に対して生産量が少ないため、栽培している地域内で消費されてしまうことが多く、栽培地域外にはほとんど供給されていない。

## 品種の特性
粒が大きく、甘みが強いのが特徴。味噌や納豆、きな粉、豆腐、醤油などの加工品や、それらを使用した菓子類などにも使用される。
成分はタンパク質38％、ブドウ糖21％、脂肪18％と、他の大豆よりタンパク質が低く、ブドウ糖が高い傾向にある。
昭和50年代に神奈川県の優良品種に選定されたが、その後栽培地域によって開花期、成熟期、主茎長、子実形質等に違いが生じており、標準の相模原系統のほか、平塚系統、秦野系統の3系統が存在する。

## 栽培
- 6月下旬：播種 - 10月下旬から11月：収穫[8]

厳しい山間部での栽培にも適しており、新規就農者や家庭菜園、学校の体験学習などでも扱いやすいとされているが、鞘が地面ギリギリまでつくため、コンバインなどでの収穫は困難であり、大量生産には向かないとされている。